# Vild med dans
Vild med dans er et dansk tv-program og dansekonkurrence, der blev sendt første gang i 2005 på TV 2. Programmet er den danske udgave af det britiske tv-program og dansekonkurrence Strictly Come Dancing og er en del af det internationale tv-koncept Dancing with the Stars, hvor en kendt personlighed parres med en professionel dansepartner og skal konkurrere mod andre par i hovedsageligt standard- og latin-danse. Parrene bedømmes efter hver dans af et hold af dommere, som giver point mellem 1-10, og sammenholdt med seernes stemmer (gennem sms-afstemninger) besluttes det hvilket par, der skal forlade programmet. I finalen kåres ét par som vinder. Dommerpanelet har siden programmets start bestået af bl.a. Jens Werner (sæson 1-19), Anne Laxholm (sæson 1-20), Britt Bendixen (sæson 1-15 og 17-18), Allan Tornsberg (sæson 3-7), Nikolaj Hübbe (sæson 8-20) med det seneste dommerpanel bestående af Marianne Eihilt (sæson 16-21), Sonny Fredie-Pedersen (sæson 19-21) og den nyannoncerede dommer, Lene James Mikkelsen (sæson 21).
Sæsonens ti par annonceres i juli-august, mens selve programmet forløber over ti uger som regel fra starten af september til slutningen af november. Den professionelle danser skal hver uge lære den kendte en ny dans i standard- eller latin-genren, som skal fremføres live foran dommere og publikum, og hvor sværhedsgraden og dommernes forventningerne vokser hver uge.
Programmets værter har været Andrea Elisabeth Rudolph (sæson 1-2 og 4-6), Claus Elming (sæson 2-14), Christiane Schaumburg-Müller (sæson 7-9 og 15-18) og Sarah Grünewald (sæson 10-20). Programmets seneste værter var Martin Johannes Larsen (sæson 19-21) og Cilia Trappaud (sæson 21).
Den 30. juni 2025 blev en 22. sæson af Vild med dans annonceret, hvor TV 2 samtidig annoncerede at den kommende sæson ville blive den sidste nogensinde, da koncernen valgte at afvikle Vild med dans herefter. Den 22. sæson vil få premiere den 26. september 2025.

## Format og udvikling

### Come Dancing
Eric Morley, britisk tv-vært og skaber af Miss World, skabte i 1949 tv-konceptet Come Dancing på BBC, hvor almene britiske borgere rundt om i regionale dansehaller, lærte at danse standard- og latindanse med hjælp fra professionelle dansere. I 1953 blev formatet ændret til at blive en reel dansekonkurrence blandt de dansende par, hvilket blev en stor succes og tv-programmet blev sendt on and off frem til 1998.

### Strictly Come Dancing
I 2004 blev konceptet genoplivet til et nyt format og nyt navn, hvor deltagerne var kendte nationale personligheder, der i parskab med professionelle dansepartnere, skulle konkurrere mod andre par i standard- og latin-danse. Programmet blev lanceret under navnet Strictly Come Dancing; et navn, som var blevet til ved en sammenlægning af titlen fra den australske film Strictly Ballroom (1992) og titlen på forløberen for programmet, Come Dancing. Programmet blev sendt live på kanalen BBC One om lørdagen, mens resultatet af aftenens konkurrence blev sendt om søndagen. Programmet blev hurtigt en publikumssucces og er siden blev anerkendt som et af de mest succesfulde tv-koncepter gennem tiden. Konceptet er siden blevet solgt til omkring 60 lande, såsom Argentina, Chile, Brasilien, Norge, Portugal, Sverige, Tyskland, Rusland, USA, New Zealand, Australien, Thailand etc., under enten det internationale navn Dancing with the Stars eller landets egen navngivelse, som fx Danmarks Vild med dans.

## Dansk format

### Opsætning
Sæsonens ti konkurrerende par bliver annonceret omkring juli-august, mens selve programmet forløber over ti uger, som regel fra starten af september frem til slutningen af november. Programmet sendes hver fredag kl. 20 på TV 2 i perioden. Alle parrene består af en dansk kendt personlighed, som parres med en professionel dansepartner, som skal undervise og lære den kendte personlighed de forskellige standard- og latindanse. Parrene har alle én uge til at lære én ny stilart og rutine, som efterfølgende skal fremføres live foran dommerpanelet og publikum, hvorefter parrets optræden bedømmes af dommerpanelet med point mellem 1-10 (minimum 3 point, maximum 30 point). Sammenholdt med dommerpanelets bedømmelse, har publikum og seere derefter mulighed for at stemme via sms på det eller de par, de ønsker skal gå videre i konkurrencen. Efter afstemningen afsløres det, hvilke to par, der har modtaget færrest stemmer af seerne, og disse to par skal efterfølgende ud i omdans, hvor de igen skal fremføre deres rutine, mens de øvrige par er trygt videre i konkurrencen. Efter endt omdans afgør endnu en sms-afstemning, og dermed kun seerne, hvilket par, der skal forlade programmet.
I programmets første sæson i foråret 2005 konkurrerede syv par, og ved sæson 2 i efteråret 2005 steg antallet af konkurrerende par til ti. Seks sæsoner senere, ved sæson 8 i 2011, deltog tolv par i konkurrencen, mens der ved den efterfølgende sæson 9 i 2012 igen kun deltog ti par. Ved den følgende sæson 10 i 2013 deltog igen tolv par, hvilket blev bibeholdt frem til sæson 19. Siden sæson 19 i 2022 har kun 10 par deltaget i konkurrencen.
I programmets første sæson og frem til sæson 14 i 2017 konkurrerede to par i finalen, men TV 2 ønskede ved sæson 15 i 2018 at gøre finalen mere underholdende og valgte derfor at have tre par i finalen. Dette blev dog ikke en realitet før sæson 16 i 2019, da Rolf Sørensen og Karina Frimodt undervejs i sæson 15 måtte trække sig grundet en skade, og for at undgå at forkorte programmets længde fortsatte to par endeligt over i finalen. Siden sæson 16 har tre par deltaget i finalen, som afholdes i sæsonens 12. og afsluttende uge.

#### Sæson 10: Allan Simonsen-kontrovers
Seernes stemme afgør, hvilke par, der skal fortsætte eller udgå fra programmet. Det skabte i sæson 10 i 2013 en kontrovers. Den tidligere professionelle fodboldspiller på det danske landshold, Allan Simonsen, og partner Sofie Kruuses deltagelse fik skabt stor opmærksomhed om programmet, da parret til trods for at de fik de laveste karakter af alle de deltagende par, nåede semifinalen. Flere medier beskrev Simonsens deltagelse i programmet for nærmest en kultbevægelse, da Simonsen fremstod som meget populær blandt seerne, da han ofte modtog en stor del af afgivne stemmer ved hvert show og formåede at sende dygtigere par ud ved omdans. Medieforskere udtalte undervejs, at der var risiko for en ødelæggelse af programmets integritet, da man mistænkte TV 2 for at udnytte den nye store opmærksomhed om programmet grundet Simonsens deltagelse, og at TV 2 dermed forsøgte at holde ham i programmet i så lang tid som muligt til trods for protester fra seere, dansere og dommere. TV2 blev også mistænkt for ved en pludselig ændring af afstemningsreglerne at få Allan Simonsen stemt ud af programmet. Ved semifinalen oplevede TV 2 ved den afgørende afstemning et nedbrud i deres sms-systemer, og der opstod rygter om, at TV 2 havde valgt at sende Simonsen ud af programmet for at modbevise de tidligere påstande om favorisering.

### Produktion
Programmet produceres af TV 2 og Mastiff og blev optaget i MTG's studier i Jenagade på Amager i København siden sæson 1 i 2005, hvor tv-studiet var opført. I august 2019 annoncerede TV 2, at tv-studiet ville blive flyttet til Mastiffs egne studier på Østerbro, da man ønskede at samle hele Vild med dans-produktionen, heriblandt træningslokaler og kostumeafdeling, i én bygning. TV 2 og Mastiff udnyttede ved denne flytning af tv-studiet også en modernisering af showets visuelle design.

### Knæk Cancer
I 2012 begyndte TV 2 et samarbejde med Kræftens Bekæmpelse med det formål at indsamle penge til forskning i, bekæmpelse og forebyggelse af sygdommen, samt patientstøtte. Kampagnen "Knæk Cancer" løber i efterårsmånederne, hovedsageligt, i ugerne 41-43, hvor TV 2s programmer, såsom Go' morgen Danmark, Go' aften Danmark og Vild med Dans alle dedikerer et eller flere udsendelser til formålet frem til kulminationen med store Knæk Cancer-liveshow. Siden 2012 har Vild med Dans haft en særudgave af programmet i kampagnens sidste uge, hvor ingen af deltagerne stemmes ud, og hvor showet flyttes til Gamle Scene i Det Kongelige Teater i København, hvor fokusset for showet er at indsamle penge til Kræftens Bekæmpelse.

## Danse
De konkurrerende par skal i løbet af sæsonen igennem World Dance Councils ti officielt fastsatte standard- og latindanse (5 standard- og 5 latin-danse), som er henholdsvis vals, tango, wienervals, slow fox og quickstep, og cha-cha-cha, samba, rumba, paso doble og jive. Rækkefølgen af, hvilket danse parrene skulle dyste i, blev besluttet af TV 2.
I sæson 16 i 2019 introducerede TV 2 et nyt tiltag, da danse-kategorien "Ønskedans" blev tilføjet som en valgfri dans for parrene. De par, der ønskede at udnytte dette, fik herefter mulighed for at vælge mellem tre danse; street, moderne og showdans, som de selv kunne ønske, hvornår de ville optræde med. Selvom denne kategori er tilgængelig igennem hele sæsonen, har der været en overvægt af par, som har gemt kategorien til deres eventuelle finaledanse.
Ved sæson 18 i 2021 meddelte TV 2s underholdningsredaktør Thomas Richard Strøbech, at TV 2 ændrede reglerne for, hvilke rækkefølge dansene skulle fremføres i, da redaktionen ønskede at give den professionelle danser medbestemmelse i hvilken danserejse den kendte personlighed skulle igennem. Siden sæson 18 har dansene i de to første afsnit været besluttet af TV 2, hvorefter parrene i de resterende programmet har kunnet fremsætte ønsker om i hvilken rækkefølge, de ønskede at komme igennem de ti danse på.

### Øvrige danse
I sæson 8 i 2011 introducerede TV 2 konceptet “Maratondans”, hvor alle parrene skulle dyste mod hinanden på samme tid, hvor dommerne undervejs i maratonet kunne sende par ud fra gulvet, mens de øvrige par fortsatte med at danse, indtil kun ét par stod tilbage som vindere. Det vindende par modtog herefter 5 point, som blev lagt oveni i deres karakterer, det næstbedste par 4 point, det tredjebedste par 3 point etc. Dansestilen ved maratondansene har bl.a. været swing, salsa, lindy hop, disko, nitty gritty, carolina shag og charleston.
I sæson 9 i 2012 introducerede TV 2 et nyt koncept, kaldet "Fællesdans", som ved sæson 14 blev ændret til "Holddans", hvor de resterende par blev delt i to grupper, som skulle konkurrere mod hinanden. De to grupper fik et emne, som de skulle fortolke og skabe en dans ud fra.

## Værter
Ved programmets første to sæsoner i 2005 var værterne Peter Hansen og Andrea Elisabeth Rudolph.
Ved sæson 3 i 2006 indtog Claus Elming og Christine Lorentzen værtsrollerne for programmet. Lorentzen dog kun i én sæson, da Elisabeth Rudolph i den følgende sæson 4 i 2007 overtog den kvindelige værtsrolle, mens Elming fortsatte. Elming og Elisabeth Rudoplh fortsatte i værtsrollerne frem til sæson 6 i 2009.
I sæson 7 i 2010 overtog Christiane Schaumburg-Müller for Elisabeth Rudolph, og sammen med Elming udgjorde de værtsparret i sæson 8 i 2011 og sæson 9 i 2012.
Ved sæson 10 i 2013 overtog Sarah Grünewald den kvindelige værtsrolle i stedet for Schaumburg-Müller, og sammen med Elming udgjorde de værtsparret frem til sæson 14 i 2017.
Ved sæson 15 i 2018 blev det offentliggjort, at Schaumburg-Müller ville erstatte Elming som vært, da TV 2 ønskede at efterligne den britiske succes med at have to kvindelige værter. Elming var den længst siddende vært i programmets danske historie med 13 sæsoner som vært. Schaumburg-Müller og Grünewald udgjorde herefter værtsparret frem til sæson 18 i 2021.
Schaumburg-Müller offentliggjorde i januar 2022, at hun ville ikke vende tilbage til værtsrollen.
I august 2022 offentliggjorde TV 2 at Martin Johannes Larsen ville blive ny vært på programmet sammen Sarah Grünewald i sæson 19. Larsen og Grünewald fortsatte i værtsrollerne i sæson 20. I september 2023 annoncerede Grünewald at sæson 20 ville være hendes sidste som vært for programmet. 
TV2 annoncerede i august 2024 at den danske danser Cilia Trappaud ville blive ny vært i den kommende sæson 21 sammen med Martin Johannes Larsen.

### Værtsoversigt
| Vært | Gæstevært | Webvært | Trin for trin-vært | Gæstedommer | Deltager/kendis |

| Værter                       | Sæson | Sæson | Sæson | Sæson | Sæson | Sæson | Sæson | Sæson | Sæson | Sæson | Sæson | Sæson | Sæson | Sæson | Sæson | Sæson | Sæson | Sæson | Sæson | Sæson | Sæson | Sæson |
| Værter                       | 1     | 2     | 3     | 4     | 5     | 6     | 7     | 8     | 9     | 10    | 11    | 12    | 13    | 14    | 15    | 16    | 17    | 18    | 19    | 20    | 21    | 22    |
| ---------------------------- | ----- | ----- | ----- | ----- | ----- | ----- | ----- | ----- | ----- | ----- | ----- | ----- | ----- | ----- | ----- | ----- | ----- | ----- | ----- | ----- | ----- | ----- |
| Andrea Elisabeth Rudolph     |       |       |       |       |       |       |       |       |       |       |       |       |       |       |       |       |       |       |       |       |       |       |
| Peter Hansen                 |       |       |       |       |       |       |       |       |       |       |       |       |       |       |       |       |       |       |       |       |       |       |
| Claus Elming                 |       |       |       |       |       |       |       |       |       |       |       |       |       |       |       |       |       |       |       |       |       |       |
| Christine Lorentzen          |       |       |       |       |       |       |       |       |       |       |       |       |       |       |       |       |       |       |       |       |       |       |
| Lisbeth Østergaard           |       |       |       |       |       |       |       |       |       |       |       |       |       |       |       |       |       |       |       |       |       |       |
| Cecilie Hother               |       |       |       |       |       |       |       |       |       |       |       |       |       |       |       |       |       |       |       |       |       |       |
| Christiane Schaumburg-Müller |       |       |       |       |       |       |       |       |       |       |       |       |       |       |       |       |       |       |       |       |       |       |
| Sara Maria Franch-Mærkedahl  |       |       |       |       |       |       |       |       |       |       |       |       |       |       |       |       |       |       |       |       |       |       |
| Sarah Grünewald              |       |       |       |       |       |       |       |       |       |       |       |       |       |       |       |       |       |       |       |       |       |       |
| Martin Johannes Larsen       |       |       |       |       |       |       |       |       |       |       |       |       |       |       |       |       |       |       |       |       |       |       |
| Cilia Trappaud               |       |       |       |       |       |       |       |       |       |       |       |       |       |       |       |       |       |       |       |       |       |       |

## Dommere
Ved programmets første sæson i foråret 2005 bestod dommerpanelet af Anne Laxholm, Britt Bendixen, Jens Werner og Kim Dahl.
Ved den efterfølgende anden sæson i efteråret 2005, overtog Thomas Evers Poulsen for Kim Dahl, men kun i én enkelt sæson, da Evers Poulsen blev erstattet af Allan Tornsberg i sæson 3 i 2006.
Dommerpanelet bestod dermed af Laxholm, Bendixen, Werner og Tornsberg fra sæson tre og frem til og med sæson 7 i 2010.
I sæson 8 i 2011 overtog Nikolaj Hübbe, balletmester ved Den Kongelige Ballet, for Allan Tornsberg, og dommerpanelet bestod fra sæson 8 til og med sæson 15 i 2018 af Laxholm, Bendixen, Werner og Hübbe.
Ved sæson 16 i 2019 måtte Britt Bendixen trække sig fra dommerpanelet og programmet grundet alvorlige hjerteproblemer, og hun blev afløst af professionelle danser og tidligere deltager i programmet, Marianne Eihilt.
Ved den efterfølgende sæson 17 i 2020 meldte Bendixen sig klar igen, og der var spekulationer om, hvorvidt Bendixen atter skulle overtage for Eihilt. Det blev dog besluttet at udvide dommerpanelet, og dermed beholde både Eihilt og Bendixen. I sæson 17 og 18 bestod dommerpanelet af fem dommere: Britt Bendixen, Anne Laxholm, Jens Werner, Nikolaj Hübbe og Marianne Eihilt. Introduktionen af fem dommere i panelet, gjorde også at den højest mulige pointscore for deltagende dansende par blev hævet fra 40 til 50 point.
Bendixen annoncerede i november 2021, at hun ikke ville vende tilbage til dommerpanelet og at sæson 18 dermed ville blive hendes sidste sæson som dommer i programmet efter i alt 17 sæsoner. I august 2022 offentliggjorde TV 2 at den professionelle danser Sonny Fredie-Pedersen ville overtage Bendixens plads i dommerpanelet og blive ny dommer i den følgende sæson 19.
I august 2023 annoncerede TV 2 at dommerpanelet for den kommende sæson 20 ville bestå af fire faste dommere; Sonny Fredie-Pedersen, Anne Laxholm, Nikolaj Hübbe og Marianne Eihilt. Ydermere, ville de fire faste dommere blive akkompagneret af en femte gæstedommer, som ikke nødvendigvis være den samme i hvert program. I løbet af sæson 20, medvirkede følgende som gæstedommere: Jens Werner (tidligere dommer), Mia Lyhne (vinder af sæson 1), Jimilian (vinder af sæson 18),, Andrea Elisabeth Rudolph (tidligere vært),, Claudia Rex (tidligere danser),Claus Elming (tidligere vært), Viktoria Franova (tidligere danser), Michael Olesen (tidligere danser)  og Merete Mærkedahl (vinder af sæson 17).
i juli 2024 annoncerede Anne Laxholm at hun ikke ville vende tilbage som dommer, og i august annoncerede Nikolaj Hübbe at han grundet en sygemelding heller ikke ville medvirke som dommer i den kommende sæson. TV 2 annoncerede i september at dommerpanelet for den kommende 21. sæson ville bestå af Marianne Eihilt og Sonny Fredie-Pedersen, samt introducerede en tredje og ny dommer, Lene James Mikkelsen.

### Dommeroversigt
| Faste dommere | Professionel danser | Deltager | Gæstedommer | Gæstevært | Vært |

| Dommere                  | Sæson | Sæson | Sæson | Sæson | Sæson | Sæson | Sæson | Sæson | Sæson | Sæson | Sæson | Sæson | Sæson | Sæson | Sæson | Sæson | Sæson | Sæson | Sæson | Sæson | Sæson | Sæson |
| Dommere                  | 1     | 2     | 3     | 4     | 5     | 6     | 7     | 8     | 9     | 10    | 11    | 12    | 13    | 14    | 15    | 16    | 17    | 18    | 19    | 20    | 21    | 22    |
| ------------------------ | ----- | ----- | ----- | ----- | ----- | ----- | ----- | ----- | ----- | ----- | ----- | ----- | ----- | ----- | ----- | ----- | ----- | ----- | ----- | ----- | ----- | ----- |
| Marianne Eihilt          |       |       |       |       |       |       |       |       |       |       |       |       |       |       |       |       |       |       |       |       |       |       |
| Sonny Fredie-Pedersen    |       |       |       |       |       |       |       |       |       |       |       |       |       |       |       |       |       |       |       |       |       |       |
| Lene James Mikkelsen     |       |       |       |       |       |       |       |       |       |       |       |       |       |       |       |       |       |       |       |       |       |       |
| Tidligere dommere        |       |       |       |       |       |       |       |       |       |       |       |       |       |       |       |       |       |       |       |       |       |       |
| Anne Laxholm             |       |       |       |       |       |       |       |       |       |       |       |       |       |       |       |       |       |       |       |       |       |       |
| Britt Bendixen           |       |       |       |       |       |       |       |       |       |       |       |       |       |       |       |       |       |       |       |       |       |       |
| Jens Werner              |       |       |       |       |       |       |       |       |       |       |       |       |       |       |       |       |       |       |       |       |       |       |
| Kim Dahl                 |       |       |       |       |       |       |       |       |       |       |       |       |       |       |       |       |       |       |       |       |       |       |
| Thomas Evers Poulsen     |       |       |       |       |       |       |       |       |       |       |       |       |       |       |       |       |       |       |       |       |       |       |
| Allan Tornsberg          |       |       |       |       |       |       |       |       |       |       |       |       |       |       |       |       |       |       |       |       |       |       |
| Nikolaj Hübbe            |       |       |       |       |       |       |       |       |       |       |       |       |       |       |       |       |       |       |       |       |       |       |
| Mia Lyhne                |       |       |       |       |       |       |       |       |       |       |       |       |       |       |       |       |       |       |       |       |       |       |
| Jimilian                 |       |       |       |       |       |       |       |       |       |       |       |       |       |       |       |       |       |       |       |       |       |       |
| Andrea Elisabeth Rudolph |       |       |       |       |       |       |       |       |       |       |       |       |       |       |       |       |       |       |       |       |       |       |
| Claudia Rex              |       |       |       |       |       |       |       |       |       |       |       |       |       |       |       |       |       |       |       |       |       |       |
| Claus Elming             |       |       |       |       |       |       |       |       |       |       |       |       |       |       |       |       |       |       |       |       |       |       |
| Viktoria Franova         |       |       |       |       |       |       |       |       |       |       |       |       |       |       |       |       |       |       |       |       |       |       |
| Michael Olesen           |       |       |       |       |       |       |       |       |       |       |       |       |       |       |       |       |       |       |       |       |       |       |
| Merete Mærkedahl         |       |       |       |       |       |       |       |       |       |       |       |       |       |       |       |       |       |       |       |       |       |       |
| Silas Holst              |       |       |       |       |       |       |       |       |       |       |       |       |       |       |       |       |       |       |       |       |       |       |

## Sæsoner og vindere
| Sæson     | Oprindelig sendt | Vindere                                   | Andenplads                                       | Tredjeplads                              |
| Sæson 1   | Foråret 2005     | Mia Lyhne & Thomas Evers Poulsen          | Erik Peitersen & Marianne Eihilt                 | Klaus Bondam & Soffie Dalsgaard          |
| Sæson 2   | Efteråret 2005   | David Owe & Vickie Jo Ringgaard           | Eskild Ebbesen & Marianne Eihilt                 | Sisse Fisker & Steen Lund                |
| Sæson 3   | 2006             | Christina Roslyng & Steen Lund            | Simon Mathew & Viktoria Franova                  | Nikolaj Christensen & Soffie Dalsgaard   |
| Sæson 4   | 2007             | Robert Hansen & Marianne Eihilt           | Vicki Berlin & Steen Lund                        | Rikke Hørlykke & Mads Vad                |
| Julegalla | December 2007    | Simon Mathew & Viktoria Franova           | David Owe & Vickie Jo Ringgaard                  | Robert Hansen & Marianne Eihilt          |
| Sæson 5   | 2008             | Joachim B. Olsen & Marianne Eihilt        | Tina Lund & Tobias Karlsson                      | Anne-Grethe Bjarup Riis & Michael Olesen |
| Sæson 6   | 2009             | Casper Elgaard & Vickie Jo Ringgaard      | Malena Belafonte & Silas Holst                   | Pernille Højmark & Thomas Evers Poulsen  |
| Sæson 7   | 2010             | Cecilie Hother & Mads Vad                 | Laura Drasbæk & Silas Holst                      | Christina Hembo & Thomas Evers Poulsen   |
| Sæson 8   | 2011             | Sophie Fjellvang-Sølling & Silas Holst    | Patrick Nielsen & Claudia Rex                    | Tommy Kenter & Marianne Eihilt           |
| Sæson 9   | 2012             | Joakim Ingversen & Claudia Rex            | Louise Mieritz & Silas Holst                     | Louise Spellerberg & Mads Vad            |
| Sæson 10  | 2013             | Mie Skov & Mads Vad                       | Uffe Holm & Karina Frimodt                       | Allan Simonsen & Sofie Kruuse            |
| Sæson 11  | 2014             | Sara Maria Franch-Mærkedahl & Silas Holst | Johannes Nymark & Claudia Rex                    | Astrid Krag & Thomas Evers Poulsen       |
| Sæson 12  | 2015             | Ena Spottag & Thomas Evers Poulsen        | Stephania Potalivo & Morten Kjeldgaard           | John «Faxe» Jensen & Karina Frimodt      |
| Sæson 13  | 2016             | Sarah Mahfoud & Morten Kjeldgaard         | Mille Dinesen & Mads Vad                         | Laura Bach & Michael Olesen              |
| Sæson 14  | 2017             | Sofie Lassen-Kahlke & Michael Olesen      | Iben Hjejle & Morten Kjeldgaard                  | Daniel Svensson & Karina Frimodt         |
| Sæson 15  | 2018             | Simon Stenspil & Asta Björk Ívarsdóttir   | Molly Egelind & Mads Vad                         | Esben Dalgaard Andersen & Mille Funk     |
| Sæson 16  | 2019             | Jakob Fauerby & Silas Holst               | Coco O. & Morten Kjeldgaard                      | Christopher Læssø & Karina Frimodt       |
| Sæson 17  | 2020             | Merete Mærkedahl & Thomas Evers Poulsen   | Albert Rosin Harson & Jenna Bagge                | Nukâka Coster-Waldau & Silas Holst       |
| Sæson 18  | 2021             | Jimilian & Asta Björk Ívarsdóttir         | Lise Rønne & Silas Holst                         | Pernille Blume & Morten Kjeldgaard       |
| Sæson 19  | 2022             | Caspar Phillipson & Malene Østergaard     | Daniel Wagner Jørgensen & Asta Björk Ívarsdóttir | Natasha Brock & Thomas Evers Poulsen     |
| Sæson 20  | 2023             | Kasper Fisker & Karina Frimodt            | Fredrik Trudslev & Jenna Bagge                   | Mette Sommer & Morten Kjeldgaard         |
| Sæson 21  | 2024             | Anna Munch & Eugen Miu                    | Morten Hemmingsen & Malene Østergaard            | Rasmus Staghøj & Asta Björk Ivarsdottir  |
| Sæson 22  | 2025             |                                           |                                                  |                                          |

## Deltagere

### Sæson 1 (forår 2005)
| Placering | Kendt            | Danser               | Resultat (stemt ud i uge) |
| --------- | ---------------- | -------------------- | ------------------------- |
| 1. plads  | Mia Lyhne        | Thomas Evers Poulsen | Vinder                    |
| 2. plads  | Erik Peitersen   | Marianne Eihilt      | 2. pladsen                |
| 3. plads  | Klaus Bondam     | Soffie Dalsgaard     | 3. pladsen                |
| 4. plads  | Jesper Skibby    | Julia Petrovic       | Uge 6                     |
| 5. plads  | Stine Stengade   | Lars Christensen     | Uge 5                     |
| 6. plads  | Marianne Florman | René Christensen     | Uge 4                     |
| 7. plads  | Sofie Stougaard  | Tobias Karlsson      | Uge 3                     |

### Sæson 2 (efterår 2005)
| Placering | Kendt            | Danser              | Resultat (stemt ud i uge) |
| --------- | ---------------- | ------------------- | ------------------------- |
| 1. plads  | David Owe        | Vickie Jo Ringgaard | Vinder                    |
| 2. plads  | Eskild Ebbesen   | Marianne Eihilt     | 2. pladsen                |
| 3. plads  | Sisse Fisker     | Steen Lund          | Uge 9                     |
| 4. plads  | Bettina Aller    | René Christensen    | Uge 8                     |
| 5. plads  | Allan Olsen      | Soffie Dalsgaard    | Uge 7                     |
| 6. plads  | Birthe Kjær      | Bo Loft Jensen      | Udgik                     |
| 7. plads  | Peter Mygind     | Mie Moltke          | Uge 5                     |
| 8. plads  | Zindy Laursen    | Tobias Karlsson     | Uge 4                     |
| 9. plads  | Mayianne Dinesen | Lars Christensen    | Uge 3                     |
| 10. plads | Kim Milton       | Ann Wilson          | Uge 2                     |

### Sæson 3 (2006)
| Placering | Kendt                  | Danser               | Resultat (stemt ud i uge) |
| --------- | ---------------------- | -------------------- | ------------------------- |
| 1. plads  | Christina Roslyng      | Steen Lund           | Vinder                    |
| 2. plads  | Simon Mathew           | Viktoria Franova     | 2. pladsen                |
| 3. plads  | Nikolaj Christensen    | Soffie Dalsgaard     | Uge 9                     |
| 4. plads  | Anna David             | René Christensen     | Uge 8                     |
| 5. plads  | Ole Olsen              | Marianne Eihilt      | Uge 7                     |
| 6. plads  | Master Fatman          | Mie Moltke           | Uge 6                     |
| 7. plads  | Annette Heick          | Thomas Evers Poulsen | Uge 5                     |
| 8. plads  | Liv Corfixen           | Mads Vad             | Uge 4                     |
| 9. plads  | Gert Bo Jacobsen       | Vickie Jo Ringgaard  | Uge 3                     |
| 10. plads | Lærke Winther Andersen | Klaus Kongsdal       | Uge 2                     |

### Sæson 4 (2007)
| Placering | Kendt               | Danser                      | Resultat (stemt ud i uge) |
| --------- | ------------------- | --------------------------- | ------------------------- |
| 1. plads  | Robert Hansen       | Marianne Eihilt             | Vinder                    |
| 2. plads  | Vicki Berlin        | Jesper Dalsgaard/Steen Lund | 2. pladsen                |
| 3. plads  | Rikke Hørlykke      | Mads Vad                    | Uge 10                    |
| 4. plads  | Lai Yde             | Mie Moltke                  | Uge 9                     |
| 5. plads  | Lisbeth Østergaard  | Thomas Evers Poulsen        | Uge 8                     |
| 6. plads  | Said Chayesteh      | Mette Georgio               | Uge 7                     |
| 7. plads  | Anne Louise Hassing | Michael Olesen              | Uge 6                     |
| 8. plads  | Joachim Boldsen     | Vickie Jo Ringgaard         | Udgik                     |
| 9. plads  | Paula Larrain       | René Christensen            | Uge 4                     |
| 10. plads | Nicolai Moltke-Leth | Soffie Dalsgaard            | Uge 3                     |
| 11. plads | Benedikte Hansen    | Bo Loft Jensen              | Uge 2                     |

#### Julegalla (2007)
| Placering | Kendt             | Danser               |
| 1. plads  | Simon Matthew     | Viktoria Franova     |
| 2. plads  | David Owe         | Vickie Jo Ringgaard  |
| 3. plads  | Robert Hansen     | Marianne Eihilt      |
| 4. plads  | Mia Lyhne         | Thomas Evers Poulsen |
| 5. plads  | Christina Roslyng | Steen Lund           |
| 6. plads  | Master Fatman     | Mie Moltke           |

### Sæson 5 (2008)
| Placering | Kendt                   | Danser               | Resultat (stemt ud i uge) |
| --------- | ----------------------- | -------------------- | ------------------------- |
| 1. plads  | Joachim B. Olsen        | Marianne Eihilt      | Vinder                    |
| 2. plads  | Tina Lund               | Tobias Karlsson      | 2. pladsen                |
| 3. plads  | Anne-Grethe Bjarup Riis | Michael Olesen       | Uge 9                     |
| 4. plads  | Anne-Mette Rasmussen    | Thomas Evers Poulsen | Uge 8                     |
| 5. plads  | Hans Pilgaard           | Mie Moltke           | Uge 7                     |
| 6. plads  | Szhirley                | Silas Holst          | Uge 6                     |
| 7. plads  | Kenneth Carlsen         | Katrine Bonde        | Uge 5                     |
| 8. plads  | Søren Bregendal         | Ashli Williamson     | Uge 4                     |
| 9. plads  | Jette Torp              | Mads Vad             | Uge 3                     |
| 10. plads | Oliver Bjerrehuus       | Viktoria Franova     | Uge 2                     |

### Sæson 6 (2009)
| Placering | Kendt               | Danser               | Resultat (stemt ud i uge) |
| --------- | ------------------- | -------------------- | ------------------------- |
| 1. plads  | Casper Elgaard      | Vickie Jo Ringgaard  | Vinder                    |
| 2. plads  | Malena Belafonte    | Silas Holst          | 2. pladsen                |
| 3. plads  | Pernille Højmark    | Thomas Evers Poulsen | Uge 9                     |
| 4. plads  | Lisa Lents          | Michael Olesen       | Uge 8                     |
| 5. plads  | Lotte Friis         | Mads Vad             | Uge 7                     |
| 6. plads  | René Dif            | Luise Crone Dons     | Uge 6                     |
| 7. plads  | Noam Halby          | Katrine Bonde        | Uge 5                     |
| 8. plads  | Line Baun Danielsen | Morten Kjeldgaard    | Uge 4                     |
| 9. plads  | Basim               | Claudia Rex          | Uge 3                     |
| 10. plads | Sven-Ole Thorsen    | Mie Moltke           | Uge 2                     |

### Sæson 7 (2010)
| Placering | Kendt             | Danser                   | Resultat (stemt ud i uge) |
| --------- | ----------------- | ------------------------ | ------------------------- |
| 1. plads  | Cecilie Hother    | Mads Vad                 | Vinder                    |
| 2. plads  | Laura Drasbæk     | Silas Holst              | 2. pladsen                |
| 3. plads  | Christina Hembo   | Thomas Evers Poulsen     | Uge 9                     |
| 4. plads  | Patrik Wozniacki  | Claudia Rex              | Uge 8                     |
| 5. plads  | Michael Rasmussen | Mie Moltke               | Uge 7                     |
| 6. plads  | Dicte             | Michael Olesen           | Uge 6                     |
| 7. plads  | Allan Nielsen     | Vickie Jo Ringgaard      | Uge 5                     |
| 8. plads  | Kristian Jensen   | Katrine Bonde            | Uge 4                     |
| 9. plads  | Anne Kejser       | Martin Wardinghus Glerup | Uge 3                     |
| 10. plads | Kurt Thyboe       | Karina Frimodt           | Uge 2                     |

### Sæson 8 (2011)
| Placering | Kendt                    | Danser            | Resultat (stemt ud i uge) |
| --------- | ------------------------ | ----------------- | ------------------------- |
| 1. plads  | Sophie Fjellvang-Sølling | Silas Holst       | Vinder                    |
| 2. plads  | Patrick Nielsen          | Claudia Rex       | 2. pladsen                |
| 3. plads  | Tommy Kenter             | Marianne Eihilt   | Uge 11                    |
| 4. plads  | Nicolaj Kopernikus       | Viktoria Franova  | Uge 10                    |
| 5. plads  | Anne Sofie Espersen      | Mads Vad          | Uge 9                     |
| 6. plads  | Kaya Brüel               | Steen Lund        | Uge 8                     |
| 7. plads  | Ole Kibsgaard            | Karina Frimodt    | Uge 7                     |
| 8. plads  | Pia Allerslev            | Michael Olesen    | Uge 6                     |
| 9. plads  | Hella Joof               | Tobias Karlsson   | Uge 5                     |
| 10. plads | Al Agami                 | Tine Dahl         | Uge 4                     |
| 11. plads | Thomas Voss              | Julie Westergaard | Uge 3                     |
| 12. plads | Eva Nabe Poulsen         | Anders Jacobson   | Uge 2                     |

### Sæson 9 (2012)
| Placering | Kendt                  | Danser               | Resultat (stemt ud i uge) |
| --------- | ---------------------- | -------------------- | ------------------------- |
| 1. plads  | Joakim Ingversen       | Claudia Rex          | Vinder                    |
| 2. plads  | Louise Mieritz         | Silas Holst          | 2. pladsen                |
| 3. plads  | Louise Spellerberg     | Mads Vad             | Uge 9                     |
| 4. plads  | Camilla Bendix         | Michael Olesen       | Uge 8                     |
| 5. plads  | Jeanette Ottesen Gray  | Marc Christensen     | Uge 7                     |
| 6. plads  | Rasmus Nøhr            | Karina Frimodt       | Uge 6                     |
| 7. plads  | Saseline Sørensen      | Ronnie Handskemager  | Uge 5                     |
| 8. plads  | Anders Krogh Jørgensen | Mie Moltke           | Uge 4                     |
| 9. plads  | Monica Christiansen    | Thomas Evers Poulsen | Uge 3                     |
| 10. plads | Lars Rasmussen         | Malene Østergaard    | Uge 2                     |

### Sæson 10 (2013)
| Placering | Kendt                 | Danser               | Resultat (stemt ud i uge) |
| --------- | --------------------- | -------------------- | ------------------------- |
| 1. plads  | Mie Skov              | Mads Vad             | Vinder                    |
| 2. plads  | Uffe Holm             | Karina Frimodt       | 2. pladsen                |
| 3. plads  | Allan Simonsen        | Sofie Kruuse         | Uge 11                    |
| 4. plads  | Mads Laudrup          | Claudia Rex          | Uge 10                    |
| 5. plads  | Mathilde Norholt      | Thomas Evers Poulsen | Uge 9                     |
| 6. plads  | Mette Blomsterberg    | Michael Olesen       | Uge 8                     |
| 7. plads  | Thomas Ernst          | Malene Østergaard    | Uge 6                     |
| 8. plads  | Charlotte Fich        | Marc Christensen     | Uge 5                     |
| 9. plads  | Mattias Hundebøll     | Mie Moltke           | Uge 4                     |
| 10. plads | Maria Lucia Rosenberg | Morten Kjeldgaard    | Uge 3                     |
| 11. plads | Claes Bang            | Katrine Bonde        | Udgik (uge 3)             |
| 12. plads | Le Gammeltoft         | Frederik Nonnemann   | Uge 2                     |

### Sæson 11 (2014)
| Placering | Kendt                       | Danser               | Resultat (stemt ud i uge) |
| --------- | --------------------------- | -------------------- | ------------------------- |
| 1. plads  | Sara Maria Franch-Mærkedahl | Silas Holst          | Vinder                    |
| 2. plads  | Johannes Nymark             | Claudia Rex          | 2. pladsen                |
| 3. plads  | Astrid Krag                 | Thomas Evers Poulsen | Uge 11                    |
| 4. plads  | Ditte Ylva Olsen            | Morten Kjeldgaard    | Uge 10                    |
| 5. plads  | Paprika Steen               | Mads Vad             | Uge 9                     |
| 6. plads  | Helge Vammen                | Sofie Kruuse         | Uge 8                     |
| 7. plads  | Line Kruse                  | Michael Olesen       | Uge 6                     |
| 8. plads  | Besir Zeciri                | Mie Moltke           | Udgik (uge 6)             |
| 9. plads  | Tine Baun                   | Frederik Nonnemann   | Uge 5                     |
| 10. plads | USO                         | Jenna Bagge          | Uge 4                     |
| 11. plads | Erik Brandt                 | Vivi Siggaard        | Uge 3                     |
| 12. plads | Thomas Wivel                | Katrine Bonde        | Uge 2                     |

### Sæson 12 (2015)
| Placering | Kendt                | Danser               | Resultat (stemt ud i uge) |
| --------- | -------------------- | -------------------- | ------------------------- |
| 1. plads  | Ena Spottag          | Thomas Evers Poulsen | Vinder                    |
| 2. plads  | Stephania Potalivo   | Morten Kjeldgaard    | 2. pladsen                |
| 3. plads  | John "Faxe" Jensen   | Karina Frimodt       | Uge 11                    |
| 4. plads  | Søs Egelind          | Mads Vad             | Uge 10                    |
| 5. plads  | James Sampson        | Mie Moltke           | Uge 9                     |
| 6. plads  | Patrick Berdino      | Jenna Bagge          | Uge 8                     |
| 7. plads  | Karen Mukupa         | Michael Olesen       | Uge 7                     |
| 8. plads  | Sharin Foo           | Frederik Nonnemann   | Uge 6                     |
| 9. plads  | Chris Christoffersen | Luise Crone Dons     | Uge 5                     |
| 10. plads | Katrine Fruelund     | Aslak Amtrup         | Uge 4                     |
| 11. plads | Rasmus Jarlov        | Mille Funk           | Uge 3                     |
| 12. plads | Sami Darr            | Patricia Tjørnelund  | Uge 2                     |

### Sæson 13 (2016)
| Placering | Kendt                  | Danser                   | Resultat (stemt ud i uge) |
| --------- | ---------------------- | ------------------------ | ------------------------- |
| 1. plads  | Sarah Mahfoud          | Morten Kjeldgaard        | Vinder                    |
| 2. plads  | Mille Dinesen          | Mads Vad                 | 2. pladsen                |
| 3. plads  | Laura Bach             | Michael Olesen           | Uge 11                    |
| 4. plads  | Thomas Buttenschøn     | Mie Moltke               | Uge 10                    |
| 5. plads  | Mathias Käki Jørgensen | Mille Funk               | Uge 9                     |
| 6. plads  | Lene Beier             | Frederik Nonnemann       | Uge 8                     |
| 7. plads  | Julie Berthelsen       | Marc Mariboe Christensen | Uge 7                     |
| 8. plads  | Kirsten Siggaard       | Thomas Evers Poulsen     | Uge 6                     |
| 9. plads  | Gorm Wisweh            | Sofie Kruuse             | Uge 5                     |
| 10. plads | Søren Fauli            | Karina Frimodt           | Uge 4                     |
| 11. plads | Patrick Jørgensen      | Jenna Bagge              | Uge 3                     |
| 12. plads | Nicholas Nybro         | Luise Crone Dons         | Uge 2                     |

### Sæson 14 (2017)
| Placering | Kendt               | Danser               | Resultat (stemt ud i uge) |
| --------- | ------------------- | -------------------- | ------------------------- |
| 1. plads  | Sofie Lassen-Kahlke | Michael Olesen       | Vinder                    |
| 2. plads  | Iben Hjejle         | Morten Kjeldgaard    | 2. pladsen                |
| 3. plads  | Daniel Svensson     | Karina Frimodt       | Uge 11                    |
| 4. plads  | Dak Wichangoen      | Thomas Evers Poulsen | Uge 10                    |
| 5. plads  | Julia Sofia Aastrup | Frederik Nonnemann   | Uge 9                     |
| 6. plads  | Mie Ø. Nielsen      | Mads Vad             | Uge 7                     |
| 7. plads  | René Holten Poulsen | Jenna Bagge          | Uge 6                     |
| 8. plads  | Simon Jul           | Claudia Rex          | Uge 5                     |
| 9. plads  | Jokeren             | Mie Moltke           | Uge 4                     |
| 10. plads | Lucas Hansen        | Sofie Kruuse         | Uge 3                     |
| 11. plads | Ane Høgsberg        | Esbern Syhler-Hansen | Uge 2                     |
| 12. plads | Christian Bækgaard  | Mille Funk           | Uge 1                     |

### Sæson 15 (2018)
| Placering | Kendt                    | Danser                 | Resultat (stemt ud i uge) |
| --------- | ------------------------ | ---------------------- | ------------------------- |
| 1. plads  | Simon Stenspil           | Asta Björk Ivarsdottir | Vinder                    |
| 2. plads  | Molly Egelind            | Mads Vad               | 2. pladsen                |
| 3. plads  | Esben Dalgaard Andersen  | Mille Funk             | Uge 11                    |
| 4. plads  | Lucy Love                | Michael Olesen         | Uge 10                    |
| 5. plads  | Signe Lindkvist          | Thomas Evers Poulsen   | Uge 9                     |
| 6. plads  | Rolf Sørensen            | Karina Frimodt         | Udgik (uge 9)             |
| 7. plads  | Laila Friis-Salling      | Morten Kjeldgaard      | Uge 7                     |
| 8. plads  | Emmelie de Forest        | Frederik Nonnemann     | Uge 6                     |
| 9. plads  | Lars Christiansen        | Sofie Kruuse           | Uge 5                     |
| 10. plads | Rosa Kildahl Christensen | Esbern Syhler-Hansen   | Uge 4                     |
| 11. plads | Adam Duvå Hall           | Mie Moltke             | Uge 3                     |
| 12. plads | Emil Thorup              | Jenna Bagge            | Uge 2                     |

### Sæson 16 (2019)
| Placering | Kendt                | Danser                   | Resultat (stemt ud i uge) |
| --------- | -------------------- | ------------------------ | ------------------------- |
| 1. plads  | Jakob Fauerby        | Silas Holst              | Vinder                    |
| 2. plads  | Coco O.              | Morten Kjeldgaard        | 2. pladsen                |
| 3. plads  | Christopher Læssø    | Karina Frimodt           | 3. pladsen                |
| 4. plads  | Oscar Bjerrehuus     | Asta Björk Ivarsdottir   | Uge 11                    |
| 5. plads  | Neel Rønholt         | Michael Olesen           | Uge 10                    |
| 6. plads  | Mikkel Kessler       | Mille Funk               | Uge 9                     |
| 7. plads  | Umut Sakarya         | Jenna Bagge              | Udgik (uge 8)             |
| 8. plads  | Michael Maze         | Mie Martha Moltke        | Uge 6                     |
| 9. plads  | Birgit Aaby          | Frederik Nonnemann       | Uge 5                     |
| 10. plads | Christel Pixi        | Thomas Evers Poulsen     | Uge 4                     |
| 11. plads | Marie Bach Hansen    | Martin Parnov Reichardt  | Uge 3                     |
| 12. plads | Anne Dorte Michelsen | Marc Mariboe Christensen | Uge 2                     |

### Sæson 17 (2020)
| Placering | Kendt                | Danser                  | Resultat (stemt ud i uge) |
| --------- | -------------------- | ----------------------- | ------------------------- |
| 1. plads  | Merete Mærkedahl     | Thomas Evers Poulsen    | Vinder                    |
| 2. plads  | Albert Rosin Harson  | Jenna Bagge             | 2. pladsen                |
| 3. plads  | Nukâka Coster-Waldau | Silas Holst             | 3. pladsen                |
| 4. plads  | Emili Sindlev        | Mads Vad                | Uge 11                    |
| 5. plads  | Sara Bro             | Morten Kjeldgaard       | Uge 10                    |
| 6. plads  | Hilda Heick          | Michael Olesen          | Uge 9                     |
| 7. plads  | Wafande              | Mie Martha Moltke       | Uge 8                     |
| 8. plads  | Janus Nabil Bakrawi  | Karina Frimodt          | Udgik (uge 8)             |
| 9. plads  | Faustix              | Asta Björk Ivarsdottir  | Uge 7                     |
| 10. plads | Vicky Knudsen        | Martin Parnov Reichardt | Uge 5                     |
| 11. plads | Kristian Bech        | Mille Funk              | Uge 3                     |
| 12. plads | Lars Krogh Jeppesen  | Malene Østergaard       | Uge 2                     |

### Sæson 18 (2021)
| Placering | Kendt                        | Danser                  | Resultat (stemt ud i uge) |
| --------- | ---------------------------- | ----------------------- | ------------------------- |
| 1. plads  | Jimilian                     | Asta Björk Ivarsdottir  | Vinder                    |
| 2. plads  | Lise Rønne                   | Silas Holst             | 2. pladsen                |
| 3. plads  | Pernille Blume               | Morten Kjeldgaard       | 3. pladsen                |
| 4. plads  | Micki Cheng                  | Jenna Bagge             | Uge 11                    |
| 5. plads  | Mascha Vang                  | Thomas Evers Poulsen    | Uge 10                    |
| 6. plads  | Michelle Kristensen          | Mads Vad                | Uge 9                     |
| 7. plads  | Michael Katz Krefeld         | Karina Frimodt          | Uge 7                     |
| 8. plads  | Freja Kirk                   | Claudia Rex             | Uge 6                     |
| 9. plads  | Jacob Haugaard               | Camilla Sofie Dalsgaard | Uge 5                     |
| 10. plads | Abdi Hakin Ulad              | Malene Østergaard       | Uge 4                     |
| 11. plads | Lakserytteren (Rasmus Kolbe) | Mille Funk              | Uge 3                     |
| 12. plads | Jannie Faurschou             | Martin Parnov Reichardt | Uge 2                     |

### Sæson 19 (2022)
| Placering | Kendt                   | Danser                 | Resultat (stemt ud i uge) |
| --------- | ----------------------- | ---------------------- | ------------------------- |
| 1. plads  | Caspar Phillipson       | Malene Østergaard      | Vinder                    |
| 2. plads  | Daniel Wagner           | Asta Björk Ivarsdottir | 2. pladsen                |
| 3. plads  | Natasha Brock           | Thomas Evers Poulsen   | 3. pladsen                |
| 4.plads   | Cecilie Schmeichel      | Damian Czarnecki       | Uge 9                     |
| 5.plads   | Joel Hyrland            | Jenna Bagge            | Uge 7                     |
| 6.plads   | Katerina Pitzner        | Morten Kjeldgaard      | Uge 6                     |
| 7.plads   | Heidi Frederikke Sigdal | Michael Olesen         | Uge 5                     |
| 8.plads   | Jakob Åkerlind          | Camilla Dalsgaard      | Uge 4                     |
| 9. plads  | Andrea Lykke            | Eugen Miu              | Uge 3                     |
| 10. plads | Nicholas Kawamura       | Karina Frimodt         | Uge 2                     |

### Sæson 20 (2023)
| Placering | Kendt                  | Danser               | Resultat (stemt ud i uge) |
| --------- | ---------------------- | -------------------- | ------------------------- |
| 1. plads  | Kasper Fisker          | Karina Frimodt       | Vinder                    |
| 2. plads  | Fredrik Trudslev       | Jenna Bagge          | Andenplads                |
| 3. plads  | Mette Sommer           | Morten Kjeldgaard    | Tredjeplads               |
| 4. plads  | Özlem Cekic            | Thomas Evers Poulsen | Uge 9                     |
| 5. plads  | Sebastian Bull Sarning | Asta Björk           | Uge 8                     |
| 6. plads  | Soeren Le Schmidt      | Mie Moltke           | Uge 7                     |
| 7. plads  | Katinka Lærke Petersen | Mads Vad             | Uge 5                     |
| 8. plads  | Andreas Bo             | Camilla Dalsgaard    | Uge 4                     |
| 9. plads  | Barbara Moleko         | Damian Czarnecki     | Uge 3                     |
| 10. plads | Dulfi Al-Jabouri       | Malene Østergaard    | Uge 2                     |

### Sæson 21 (2024)
| Placering | Kendt               | Danser                 | Resultat (stemt ud i uge) |
| --------- | ------------------- | ---------------------- | ------------------------- |
| 1. plads  | Anna Munch          | Eugen Miu              | Vinder                    |
| 2. plads  | Morten Hemmingsen   | Malene Østergaard      | Andenplads                |
| 3. plads  | Rasmus Staghøj      | Asta Björk Ivarsdottir | Tredjeplads               |
| 4. plads  | Rachel Ellebye      | Thomas Evers Poulsen   | Uge 9                     |
| 5. plads  | Philip May          | Camilla Dalsgaard      | Uge 7                     |
| 6. plads  | May Lifschitz       | Mads Vad               | Udgik (uge 7)             |
| 7. plads  | Kamal Hassan        | Mie Moltke             | Uge 5                     |
| 8. plads  | Sara Lygum          | Damian Czarnecki       | Uge 4                     |
| 9. plads  | Victor Gairy Aasmul | Mille Funk             | Uge 3                     |
| 10. plads | Dot Wessman         | Nikolaj Lund           | Uge 2                     |

## Professionelle dansere og deres partnere
Nøgle
     indikerer parret, der fik førstepladsen
     indikerer parret, der fik andenpladsen
     indikerer parret, der fik tredjepladsen
     indikerer parret, der var i omdans, men gik videre
     indikerer parret, der udgik
     indikerer det første par, der blev stemt ud
     indikerer parret, der er fredet i denne episode.
Grønne tal indikerer de højeste point for hver uge
Røde tal indikerer de laveste point for hver uge
| Professionel             | Avg.      | Sæson 1          | Sæson 2          | Sæson 3                | Sæson 4             | Sæson 5                 | Sæson 6             | Sæson 7           | Sæson 8                  | Sæson 9                | Sæson 10              | Sæson 11                    | Sæson 12             | Sæson 13               | Sæson 14            | Sæson 15                | Sæson 16             | Sæson 17             | Sæson 18             | Sæson 19                    | Sæson 20               | Sæson 21            | Sæson 22  |
| Nuværende                | Nuværende | Nuværende        | Nuværende        | Nuværende              | Nuværende           | Nuværende               | Nuværende           | Nuværende         | Nuværende                | Nuværende              | Nuværende             | Nuværende                   | Nuværende            | Nuværende              | Nuværende           | Nuværende               | Nuværende            | Nuværende            | Nuværende            | Nuværende                   | Nuværende              | Nuværende           | Nuværende |
| ------------------------ | --------- | ---------------- | ---------------- | ---------------------- | ------------------- | ----------------------- | ------------------- | ----------------- | ------------------------ | ---------------------- | --------------------- | --------------------------- | -------------------- | ---------------------- | ------------------- | ----------------------- | -------------------- | -------------------- | -------------------- | --------------------------- | ---------------------- | ------------------- | --------- |
| Thomas Evers Poulsen     | 24.72     | Mia Lyhne        | N/A              | Annette Heick          | Lisbeth Østergaard  | Anne-Mette Rasmussen    | Pernille Højmark    | Christina Hembo   | N/A                      | Monica Christiansen    | Mathilde Norholt      | Astrid Krag                 | Ena Spottag          | Kirsten Siggaard       | Dak Wichangoen      | Signe Lindkvist         | Christel Pixi        | Merete Mærkedahl     | Mascha Vang          | Natasha Brock               | Özlem Cekic            | Rachel Ellebye      |           |
| Michael Olesen           | 25.23     | N/A              | N/A              | N/A                    | Anne Louise Hassing | Anne-Grethe Bjarup Riis | Lisa Lents          | Dicte             | Pia Allerslev            | Camilla Bendix         | Mette Blomsterberg    | Line Kruse                  | Karen Mukupa         | Laura Bach             | Sofie Lassen-Kahlke | Lucy Love               | Neel Rønholt         | Hilda Heick          | N/A                  | Heidi Frederikke Sigdal     | N/A                    | N/A                 |           |
| Morten Kjeldgaard        | 28.23     | N/A              | N/A              | N/A                    | N/A                 | N/A                     | Line Baun Danielsen | N/A               | N/A                      | N/A                    | Maria Lucia Rosenberg | Ditte Ylva Olsen            | Stephania Potalivo   | Sarah Mahfoud          | Iben Hjejle         | Laila Friis-Salling     | Coco O.              | Sara Bro             | Pernille Blume       | Katerina Pitzner            | Mette Sommer           | N/A                 |           |
| Karina Frimodt           | 22.88     | N/A              | N/A              | N/A                    | N/A                 | N/A                     | N/A                 | Kurt Thyboe       | Ole Kibsgaard            | Rasmus Nøhr            | Uffe Holm             | N/A                         | John «Faxe» Jensen   | Søren Fauli            | Daniel Svensson     | Rolf Sørensen           | Christopher Læssø    | Janus Nabil Bakrawi  | Michael Katz Krefeld | Nicholas Kawamura           | Kasper Fisker          | N/A                 |           |
| Jenna Bagge              | 13.04     | N/A              | N/A              | N/A                    | N/A                 | N/A                     | N/A                 | N/A               | N/A                      | N/A                    | N/A                   | USO                         | Patrick Berdino      | Patrick Jørgensen      | René Holten Poulsen | Emil Thorup             | Umut Sakarya         | Albert Rosin Harson  | Micki Cheng          | Joel Hyrland                | Fredrik Trudslev       | N/A                 |           |
| Mille Funk               | 21.03     | N/A              | N/A              | N/A                    | N/A                 | N/A                     | N/A                 | N/A               | N/A                      | N/A                    | N/A                   | N/A                         | Rasmus Jarlov        | Mathias Käki Jørgensen | Christian Bækgaard  | Esben Dalgaard Andersen | Mikkel Kessler       | Kristian Bech        | Rasmus Kolbe         | N/A                         | N/A                    | Victor Gairy Aasmul |           |
| Asta Björk Ivarsdottir   | 26.19     | N/A              | N/A              | N/A                    | N/A                 | N/A                     | N/A                 | N/A               | N/A                      | N/A                    | N/A                   | N/A                         | N/A                  | N/A                    | N/A                 | Simon Stenspil          | Oscar Bjerrehuus     | Faustix              | Jimilian             | Daniel Wagner               | Sebastian Bull Sarning | Rasmus Staghøj      |           |
| Camilla Sofie Dalsgaard  |           | N/A              | N/A              | N/A                    | N/A                 | N/A                     | N/A                 | N/A               | N/A                      | N/A                    | N/A                   | N/A                         | N/A                  | N/A                    | N/A                 | N/A                     | N/A                  | N/A                  | Jacob Haugaard       | Jakob Åkerlind              | Andreas Bo             | Philip May          |           |
| Damian Czarnecki         |           | N/A              | N/A              | N/A                    | N/A                 | N/A                     | N/A                 | N/A               | N/A                      | N/A                    | N/A                   | N/A                         | N/A                  | N/A                    | N/A                 | N/A                     | N/A                  | N/A                  | N/A                  | Cecilie Schmeichel          | Barbara Moleko         | Sara Lygum          |           |
| Eugen Miu                |           | N/A              | N/A              | N/A                    | N/A                 | N/A                     | N/A                 | N/A               | N/A                      | N/A                    | N/A                   | N/A                         | N/A                  | N/A                    | N/A                 | N/A                     | N/A                  | N/A                  | N/A                  | Andrea Lykke Oehlenschlæger | N/A                    | Anna Munch          |           |
| Tidligere                |           |                  |                  |                        |                     |                         |                     |                   |                          |                        |                       |                             |                      |                        |                     |                         |                      |                      |                      |                             |                        |                     |           |
| Julia Petrovic           | 9.50      | Jesper Skibby    | N/A              | N/A                    | N/A                 | N/A                     | N/A                 | N/A               | N/A                      | N/A                    | N/A                   | N/A                         | N/A                  | N/A                    | N/A                 | N/A                     | N/A                  | N/A                  | N/A                  | N/A                         | N/A                    | N/A                 | N/A       |
| Lars Christensen         | 20.00     | Stine Stengade   | Mayianne Dinesen | N/A                    | N/A                 | N/A                     | N/A                 | N/A               | N/A                      | N/A                    | N/A                   | N/A                         | N/A                  | N/A                    | N/A                 | N/A                     | N/A                  | N/A                  | N/A                  | N/A                         | N/A                    | N/A                 | N/A       |
| Marianne Eihilt          | 31.93     | Erik Peitersen   | Eskild Ebbesen   | Ole Olsen              | Robert Hansen       | Joachim B. Olsen        | N/A                 | N/A               | Tommy Kenter             | N/A                    | N/A                   | N/A                         | N/A                  | N/A                    | N/A                 | N/A                     | N/A                  | N/A                  | N/A                  | N/A                         | N/A                    | N/A                 | N/A       |
| René Christensen         | 27.44     | Marianne Florman | Bettina Aller    | Anna David             | Paula Larrain       | N/A                     | N/A                 | N/A               | N/A                      | N/A                    | N/A                   | N/A                         | N/A                  | N/A                    | N/A                 | N/A                     | N/A                  | N/A                  | N/A                  | N/A                         | N/A                    | N/A                 | N/A       |
| Soffie Dalsgaard         | 26.07     | Klaus Bondam     | Allan Olsen      | Nikolaj Christensen    | Nicolai Moltke-Leth | N/A                     | N/A                 | N/A               | N/A                      | N/A                    | N/A                   | N/A                         | N/A                  | N/A                    | N/A                 | N/A                     | N/A                  | N/A                  | N/A                  | N/A                         | N/A                    | N/A                 | N/A       |
| Tobias Karlsson          | 26.04     | Sofie Stougaard  | Zindy Laursen    | N/A                    | N/A                 | Tina Lund               | N/A                 | N/A               | Hella Joof               | N/A                    | N/A                   | N/A                         | N/A                  | N/A                    | N/A                 | N/A                     | N/A                  | N/A                  | N/A                  | N/A                         | N/A                    | N/A                 | N/A       |
| Ann Wilson               | 13.00     | N/A              | Kim Milton       | N/A                    | N/A                 | N/A                     | N/A                 | N/A               | N/A                      | N/A                    | N/A                   | N/A                         | N/A                  | N/A                    | N/A                 | N/A                     | N/A                  | N/A                  | N/A                  | N/A                         | N/A                    | N/A                 | N/A       |
| Bo Loft Jensen           | 24.60     | N/A              | Birthe Kjær      | N/A                    | Benedikte Hansen    | N/A                     | N/A                 | N/A               | N/A                      | N/A                    | N/A                   | N/A                         | N/A                  | N/A                    | N/A                 | N/A                     | N/A                  | N/A                  | N/A                  | N/A                         | N/A                    | N/A                 | N/A       |
| Mie Moltke               | 21.42     | N/A              | Peter Mygind     | Morten Lindberg        | Lai Yde             | Hans Pilgaard           | Sven-Ole Thorsen    | Michael Rasmussen | N/A                      | Anders Krogh Jørgensen | Mattias Hundebøll     | Besir Zeciri                | James Sampson        | Thomas Buttenschøn     | Jokeren             | Adam Duvå Hall          | Michael Maze         | Wafande              | N/A                  | N/A                         | Soeren Le Schmidt      | Kamal Hassan        | N/A       |
| Steen Lund               | 30.57     | N/A              | Sisse Fisker     | Christina Roslyng      | Vicki Berlin        | N/A                     | N/A                 | N/A               | Kaya Brüel               | N/A                    | N/A                   | N/A                         | N/A                  | N/A                    | N/A                 | N/A                     | N/A                  | N/A                  | N/A                  | N/A                         | N/A                    | N/A                 | N/A       |
| Vickie Jo Ringgaard      | 29.15     | N/A              | David Owe        | Gert Bo Jacobsen       | Joachim Boldsen     | N/A                     | Casper Elgaard      | Allan Nielsen     | N/A                      | N/A                    | N/A                   | N/A                         | N/A                  | N/A                    | N/A                 | N/A                     | N/A                  | N/A                  | N/A                  | N/A                         | N/A                    | N/A                 | N/A       |
| Klaus Kongsdal           |           | N/A              | N/A              | Lærke Winther Andersen | N/A                 | N/A                     | N/A                 | N/A               | N/A                      | N/A                    | N/A                   | N/A                         | N/A                  | N/A                    | N/A                 | N/A                     | N/A                  | N/A                  | N/A                  | N/A                         | N/A                    | N/A                 | N/A       |
| Mads Vad                 | 27.35     | N/A              | N/A              | Liv Corfixen           | Rikke Hørlykke      | Jette Torp              | Lotte Friis         | Cecilie Hother    | Anne Sofie Espersen      | Louise Spellerberg     | Mie Skov              | Paprika Steen               | Søs Egelind          | Mille Dinesen          | Mie Ø. Nielsen      | Molly Egelind           | N/A                  | Emili Sindlev        | Michelle Kristensen  | N/A                         | Katinka Lærke Petersen | May Lifschitz       | N/A       |
| Viktoria Franova         | 31.18     | N/A              | N/A              | Simon Mathew           | N/A                 | Oliver Bjerrehuus       | N/A                 | N/A               | Nicolaj Kopernikus       | N/A                    | N/A                   | N/A                         | N/A                  | N/A                    | N/A                 | N/A                     | N/A                  | N/A                  | N/A                  | N/A                         | N/A                    | N/A                 | N/A       |
| Jesper Dalsgaard         | 28.00     | N/A              | N/A              | N/A                    | Vicki Berlin        | N/A                     | N/A                 | N/A               | N/A                      | N/A                    | N/A                   | N/A                         | N/A                  | N/A                    | N/A                 | N/A                     | N/A                  | N/A                  | N/A                  | N/A                         | N/A                    | N/A                 | N/A       |
| Mette Georgio            | 24.33     | N/A              | N/A              | N/A                    | Said Chayesteh      | N/A                     | N/A                 | N/A               | N/A                      | N/A                    | N/A                   | N/A                         | N/A                  | N/A                    | N/A                 | N/A                     | N/A                  | N/A                  | N/A                  | N/A                         | N/A                    | N/A                 | N/A       |
| Ashli Williamson         | 20.33     | N/A              | N/A              | N/A                    | N/A                 | Søren Bregendal         | N/A                 | N/A               | N/A                      | N/A                    | N/A                   | N/A                         | N/A                  | N/A                    | N/A                 | N/A                     | N/A                  | N/A                  | N/A                  | N/A                         | N/A                    | N/A                 | N/A       |
| Katrine Bonde            | 17.31     | N/A              | N/A              | N/A                    | N/A                 | Kenneth Carlsen         | Noam Halby          | Kristian Jensen   | N/A                      | N/A                    | Claes Bang            | Thomas Wivel                | N/A                  | N/A                    | N/A                 | N/A                     | N/A                  | N/A                  | N/A                  | N/A                         | N/A                    | N/A                 | N/A       |
| Silas Holst              | 31.11     | N/A              | N/A              | N/A                    | N/A                 | Szhirley                | Malena Belafonte    | Laura Drasbæk     | Sophie Fjellvang-Sølling | Louise Mieritz         | N/A                   | Sara Maria Franch-Mærkedahl | N/A                  | N/A                    | N/A                 | N/A                     | Jakob Fauerby        | Nukâka Coster-Waldau | Lise Rønne           | N/A                         | N/A                    | N/A                 | N/A       |
| Claudia Rex              | 27.53     | N/A              | N/A              | N/A                    | N/A                 | N/A                     | Basim               | Patrik Wozniacki  | Patrick Nielsen          | Joakim Ingversen       | Mads Laudrup          | Johannes Nymark             | N/A                  | N/A                    | Simon Jul           | N/A                     | N/A                  | N/A                  | Freja Kirk           | N/A                         | N/A                    | N/A                 | N/A       |
| Luise Crone Dons         | 17.58     | N/A              | N/A              | N/A                    | N/A                 | N/A                     | René Dif            | N/A               | N/A                      | N/A                    | N/A                   | N/A                         | Chris Christoffersen | Nicholas Nybro         | N/A                 | N/A                     | N/A                  | N/A                  | N/A                  | N/A                         | N/A                    | N/A                 | N/A       |
| Martin Wardinghus Glerup | 14.33     | N/A              | N/A              | N/A                    | N/A                 | N/A                     | N/A                 | Anne Kejser       | N/A                      | N/A                    | N/A                   | N/A                         | N/A                  | N/A                    | N/A                 | N/A                     | N/A                  | N/A                  | N/A                  | N/A                         | N/A                    | N/A                 | N/A       |
| Anders Jacob             | 10.00     | N/A              | N/A              | N/A                    | N/A                 | N/A                     | N/A                 | N/A               | Eva Nabe Poulsen         | N/A                    | N/A                   | N/A                         | N/A                  | N/A                    | N/A                 | N/A                     | N/A                  | N/A                  | N/A                  | N/A                         | N/A                    | N/A                 | N/A       |
| Julie Westergaard        | 18.00     | N/A              | N/A              | N/A                    | N/A                 | N/A                     | N/A                 | N/A               | Thomas Voss              | N/A                    | N/A                   | N/A                         | N/A                  | N/A                    | N/A                 | N/A                     | N/A                  | N/A                  | N/A                  | N/A                         | N/A                    | N/A                 | N/A       |
| Tine Dahl                | 13.00     | N/A              | N/A              | N/A                    | N/A                 | N/A                     | N/A                 | N/A               | Al Agami                 | N/A                    | N/A                   | N/A                         | N/A                  | N/A                    | N/A                 | N/A                     | N/A                  | N/A                  | N/A                  | N/A                         | N/A                    | N/A                 | N/A       |
| Malene Østergaard        | 15.57     | N/A              | N/A              | N/A                    | N/A                 | N/A                     | N/A                 | N/A               | N/A                      | Lars Rasmussen         | Thomas Ernst          | N/A                         | N/A                  | N/A                    | N/A                 | N/A                     | N/A                  | Lars Krogh Jeppesen  | Abdi Ulad            | Caspar Phillipson           | Dulfi Al-Jabouri       | Morten Hemmingsen   | N/A       |
| Marc Christensen         | 18.63     | N/A              | N/A              | N/A                    | N/A                 | N/A                     | N/A                 | N/A               | N/A                      | Jeanette Ottesen Gray  | Charlotte Fich        | N/A                         | N/A                  | Julie Berthelsen       | N/A                 | N/A                     | Anne Dorte Michelsen | N/A                  | N/A                  | N/A                         | N/A                    | N/A                 | N/A       |
| Ronnie Handskemager      | 16.40     | N/A              | N/A              | N/A                    | N/A                 | N/A                     | N/A                 | N/A               | N/A                      | Saseline Sørensen      | N/A                   | N/A                         | N/A                  | N/A                    | N/A                 | N/A                     | N/A                  | N/A                  | N/A                  | N/A                         | N/A                    | N/A                 | N/A       |
| Frederik Nonnemann       | 14.95     | N/A              | N/A              | N/A                    | N/A                 | N/A                     | N/A                 | N/A               | N/A                      | N/A                    | Le Gammeltoft         | Tine Baun                   | Sharin Foo           | Lene Beier             | Julia Sofia Aastrup | Emmelie de Forest       | Birgit Aaby          | N/A                  | N/A                  | N/A                         | N/A                    | N/A                 | N/A       |
| Sofie Kruuse             | 11.16     | N/A              | N/A              | N/A                    | N/A                 | N/A                     | N/A                 | N/A               | N/A                      | N/A                    | Allan Simonsen        | Helge Vammen                | N/A                  | Gorm Wisweh            | Lucas Hansen        | Lars Christiansen       | N/A                  | N/A                  | N/A                  | N/A                         | N/A                    | N/A                 | N/A       |
| Vivi Siggaard            | 7.50      | N/A              | N/A              | N/A                    | N/A                 | N/A                     | N/A                 | N/A               | N/A                      | N/A                    | N/A                   | Erik Brandt                 | N/A                  | N/A                    | N/A                 | N/A                     | N/A                  | N/A                  | N/A                  | N/A                         | N/A                    | N/A                 | N/A       |
| Aslak Amtrup             | 9.25      | N/A              | N/A              | N/A                    | N/A                 | N/A                     | N/A                 | N/A               | N/A                      | N/A                    | N/A                   | N/A                         | Katrine Fruelund     | N/A                    | N/A                 | N/A                     | N/A                  | N/A                  | N/A                  | N/A                         | N/A                    | N/A                 | N/A       |
| Patricia Tjørnelund      | 6.50      | N/A              | N/A              | N/A                    | N/A                 | N/A                     | N/A                 | N/A               | N/A                      | N/A                    | N/A                   | N/A                         | Sami Darr            | N/A                    | N/A                 | N/A                     | N/A                  | N/A                  | N/A                  | N/A                         | N/A                    | N/A                 | N/A       |
| Esbern Syhler-Hansen     | 10.33     | N/A              | Ane Høgsberg     | Rosa Kildahl           | N/A                 | N/A                     | N/A                 | N/A               | N/A                      | N/A                    | N/A                   |                             |                      |                        |                     |                         |                      |                      |                      |                             |                        |                     |           |
| Martin Parnov Reichardt  | 18.00     | N/A              | N/A              | N/A                    | N/A                 | N/A                     | N/A                 | N/A               | N/A                      | N/A                    | N/A                   | N/A                         | N/A                  | N/A                    | N/A                 | N/A                     | Marie Bach Hansen    | Vicky Knudsen        | Jannie Faurschou     | N/A                         | N/A                    | N/A                 | N/A       |
| Nikolaj Lund             |           | N/A              | N/A              | N/A                    | N/A                 | N/A                     | N/A                 | N/A               | N/A                      | N/A                    | N/A                   | N/A                         | N/A                  | N/A                    | N/A                 | N/A                     | N/A                  | N/A                  | N/A                  | N/A                         | N/A                    | Dot Wessman         | N/A       |

Thomas Evers Poulsen og Silas Holst er de mest vindende dansere, med tre sejre hver.
Mads Vad, Asta Björk, Marianne Eihilt og Vickie Jo Ringgaard følger efter med to sejre hver.